# Harlem Beat
『Harlem Beat』（ハーレムビート）は、1994年から1999年まで『週刊少年マガジン』で連載された西山優里子による日本のバスケ漫画。単行本はKC全29巻、KMB全16巻。

## 概要
増刊『マガジンSPECIAL』で開始。好評だったため数話で週刊連載に移行し、5年に渡って連載された。当時(90年代前半)隆盛だったストリートバスケをテーマに、主人公の成瀬徹の成長譚を描く。開始1年弱が経過した頃（KC6巻）より公式バスケに物語の舞台が移ると、主要キャラクターの増加等で人気が上昇。メディアミックスや多数のグッズを製作するなどの展開を見せ、西山の出世作となった。当時の掲載誌のカラーやストリートカルチャーに寄った設定でスタートしたため、高校生の喫煙や飲酒、喧嘩などの描写が含まれる。作中で頻繁に登場するSDキャラクターのやりとりやト書き等、独特な紙面が特徴。物語は1年間を時系列に進む。

## あらすじと進行
高校1年生の成瀬徹は、始めたばかりのバスケットボールで大技エアウォークを繰り出し、初めて自力でゴールを決める。それよりはバスケに夢中の日々を過ごす中、沢山の仲間や強敵との出会いを通じて心身ともに大きく成長していく。
以下の編名は本編で使用されたものと便宜上付したものが混在する。幕間に挟まれた幾つかの小話（1話完結等）は基本的に省略する。

### 本編

#### SKY KISS編
KC3～5巻。代々木で開催される3on3大会の1日を描く。
予選を勝ち抜き決勝トーナメント出場を果たした成瀬らSCRATCHは、初戦でいきなり目標だったスリーメンと対戦。激戦の末勝利をおさめたSCRATCHに後を継ぐようにして、スリーメンは解散する。大会には大掛かりな賭け金の授受を背景にゲームを支配する悪徳チームICE PICKSが紛れ込んでおり、準決勝で対戦したSCRATCHも度重なるファウルや怪我を被りながら傷だらけの勝利を飾る。大会出場のため俄かに集まった4人だったが、濃密な1日を通して深い絆を生み、かけがえのない仲間となる。

#### インターハイ地区予選
KC6～9巻。春の都大会で期待された結果を残せなかった上南バスケ部。課題を克服するため部員の増強を図る。SKY KISSの経験を自信に繋げていた成瀬だったが、ストリートと異なる公式の厳しさを思い知らされ、辛うじてベンチ入りを果たしたものの技量不足を小林に指摘され出場機会を失ってしまう。桜井の画策で高校に編入した澤村を新入部員に得て、同地区最大のライバル校四谷鵜の原と全国への切符を賭けた一戦に臨む上南。成瀬はフォワードの役目を果たすべく、OB館洋海の指導や、鵜の原のエース桑田との出会いを経て、必殺技の習得に励んでいた。

#### 武蔵丸との再会
KC10巻。成瀬と澤村の公式戦活躍により殆ど休止状態だったSCRATCH。いじけた浩介が自棄になり解散を主張すると、SKY KISSで大怪我を負った武蔵丸が現れた。成瀬との約束を叶えるためリハビリに励んできた武蔵丸の思いを汲み、地元・光が丘での対決が実現。しかし当日、武蔵丸を何やら恨む同級生・小室の妨害で試合が中止。二人の関係を知った成瀬は武蔵丸の名誉のため、急遽武蔵丸と組んだチームで小室たちと3on3勝負をする。

#### 夏合宿編
KC11巻。上南バスケ部はインターハイ直前の強化合宿で八ヶ岳へ。スリーメンのメンバーをコーチに迎え猛練習に励むが、マスコミによる大会下馬評を目にし、全国の高い壁の前に打ちひしがれてしまう。桜井は自信を失った部員達の目を覚ますため、成瀬・澤村・小林を相手に3on3のミニゲームを提案する。桜井がバスケを始めた経緯が最終日に語られた。

#### インターハイ編
KC12～22巻。開催地北海道に渡った上南バスケ部は北の大地を満喫しつつ、1回戦の喜屋武、2回戦の筑波との接戦に競り勝ち、準々決勝で王者金北に挑む。連戦の合間に成瀬は小泉やサスケら、自身のその後を大きく変える人物と出逢い、さらなる飛躍を誓う。澤村と蒸発した父親との再会、秘められていた今川の過去など、多くの人間ドラマが熱戦と並行して綴られる約1週間の物語。

#### みずきの失恋
KC22巻。夏休み最後の思い出作りに海へ出かけた成瀬たち。夕暮れの砂浜を並び歩く桜井と希理子を見つけた一行は動揺するが、桜井の希理子への想いを察したみずきは、玉砕覚悟で桜井に好きと告げる。去っていくみずきに応えることができない桜井へやり場のない怒りをぶつけた浩介は、みずきへの想いを胸に走り出す。夏の海辺の打ち上げ花火と共に散った恋を、友情が励ますのだった。

#### 新生上南バスケ部
KC23巻～断続的に展開する。2学期、大学受験のため引退した3年生に代わり、小林を主将に据えた新体制がスタート。自分なりの目標に向かい奮闘する小林だったが、元来の不器用さから部員とのコミュニケーションがうまくいかず、部内の空気は悪くなる一方。厳しすぎる練習に痺れを切らした磯村たちが反発すると、小林はならば自分が辞めると言い部活に来なくなる。

#### “J”編
KC24～26巻。10巻以来となるストリート編。都内のストリートメッカを潰して回る謎の組織“J”の陰がスリーメンズフープにも忍び寄る。悪意のバスケからフープを守り抜いたのも束の間、突如行方をくらました澤村が“J”の支配下にいることを知ったSCRATCHは、澤村を取り戻すべく“J”の主催する賭けバスケのイベント「パーティー」に参戦を決意。だが澤村には別の思惑があり、SCRATCHは敵としての澤村と戦う羽目になる。

#### ウィンター杯編
KC27、28巻。東京での全国大会。小泉や筑波5らは成瀬との再会を喜ぶが、力不足の新生上南は予選落ちを喫し、成瀬と澤村は大会ボランティアに従事することに。東京遠征に来ていた小泉の弟・雅貴は、情けない男は姉の彼氏に相応しくないと、希理子の手を借り二人の仲を裂こうと企む。小泉も普段の成瀬の一挙一動を何かと意識してしまい、これまでどおりの態度を取れない。イブに行われる決勝戦、優勝したら夜を過ごそうと約束を交わした成瀬と小泉の恋の行方は……。

#### スリーメンズフープとの別れ
KC29巻。3月のある日、突如スリーメンズフープが立入禁止になる。土地の売却とビルの建築計画が成されたのだ。仲間とバスケと出逢った大切な場所を守らんと奔走する成瀬たちだったが、「大人の事情」の前に為す術もない。建設の撤回を求めて籠城しようと集まった夜、それぞれがフープへの思いを語り合う中、成瀬はいつか訪れるフープとの別れについて考える。

### 番外編

#### やるじゃん女の子！
KC10巻収録。みずきが主役の番外編。バスケの楽しさを部活動でも実践したいみずきだが、ありふれた女子校のバスケ部にはやる気が微塵もなく、解り合えないギャップに悩む。時系列では上南対鵜の原戦の少し前にあたるサイドストーリー。題は渡辺美里の楽曲名を引用。

#### マージービートを聴きながら
KC17巻収録。過去の澤村が主役の番外編、全5回。身寄りを失った13歳の澤村がひょんなことからヤクザの藤田に拾われ、独りで社会を生き抜く知恵と図太さを身につけていく様を描く。各回の小題はビートルズ楽曲から付されており、作中にもアルバム『LET IT BE』が登場する。連載時、マガジン本誌の読者アンケートで作品史上に残る好成績を獲得したことを後年著者が語っている。

#### 青春のリグレット
KC23巻収録。希理子が主役の番外編。足の怪我でバスケを断念しやさぐれていた希理子が上南のマネージャーに就任し、連敗にもめげず練習に励む桜井たちと衝突する。一方、姉・真希子の結婚が目前に迫り、幼い頃から比較されてきた希理子は素直に喜べない。題は松任谷由実の楽曲名で、収録アルバムも作中に登場する。

#### 澤村くんの多忙な一日
KC22巻収録。「澤村スペシャル」と題したギャグ回。金欠に苦しむ澤村に臨時収入の現場がトリプルブッキングする。持ち前の要領の良さで乗り切ろうとする澤村だが、予期せぬアクシデントに次々と見舞われ混乱してしまう。

## 登場人物
身長cm / 体重kgはプロフィール掲載時、ポジション・背番号は物語における現時に則る。声優はPS版ゲーム。

### 主要キャラクター

#### SCRATCH（スクラッチ）
渋谷道玄坂付近の空地を利用したバスケエリア・スリーメンズフープで名を知られる楠田みずきが、スリーメンのシュウからゴールを奪った3人の男子を誘い結成した3on3チーム。名称の意味は「よせあつめ」。打倒スリーメンを目標に掲げて、都内の代表的チームが集う3on3大会「SKY KISS '94」に初出場、準優勝を果たす。生い立ちも性格も全く異なる4人が集まったため衝突も見られたが、強敵と闘い抜く中で互いを認め合い、男女混成チームでありながら深い絆と友情で結ばれていく。
成瀬 徹（なるせ とおる）
声ｰ阪口大助
6月15日生、A型。172cm / 62kg。背番号15→10。ポジションはSF。物語の主人公。愛称は「なるちょ」(だが作中こう呼ぶのは楠田のみで、浩介からは「なると」など)。都立上南高校1年E組。
何をやっても目立たず少年野球やサッカー部では常に補欠。喝采を浴びるヒーローを夢見て高校入学と同時にバスケ部に入部。偶然再会した幼馴染のみずきに連れられ行ったスリーメンズフープでシュウと1on1をし、場の勢いでマイケル・ジョーダンの神業・エアウォークを決めゴールを奪ったことを契機にバスケの楽しさにのめりこむ。自身と同じく高校からバスケを始めて都大会MVPにも選出された桜井を尊敬し目標としている。連載当初は悩み多き控えめな性格に描かれるが、バスケを通じ多くの出会いを経て、逞しく前向きな側面が強調されるようになった。
ドリブルがまりつきのようにヘタクソ、という初期設定があり基本的にどんくさい姿が多く見られつつも、持ち前のボディバランスの良さや脚力、ゴールへの執念により思いがけず奇跡的なプレーをし、周囲から一目置かれている。一方でバスケへの愛情や情熱は比肩すべき者がないほど抜きん出ており、ストイックともいえる自己鍛練を怠らない様子は「バスケバカ」と揶揄されることもあるが本人は全く意に介しておらず、むしろそのひたむきな姿が作中数々の人物に影響を与えていく。
ここ一番に放つエアウォークは試合の流れを大きく変える最大の武器であり、その他“無敵のレイアップ”“奇蹟のジャンプシュート”、カタパルトドリブル等、ポテンシャルを余すことなく用いた特技で得点に貢献する。
当初はみずきを意中とする描写があったものの、インターハイ編にて小泉智美と出逢い、互いに意識し合う関係となる。その後目立った進展は無かったが、ウィンター杯編は小泉との恋愛が主軸として描かれ、終盤に告白し想いを確かめ合った。
学業の成績は極めて悪い部類で、一般的な高校生レベルの学問的知識が著しく欠落している場面が度々見られる。容姿がサルに似ているとからかわれることがあり、SDサイズで登場する際はサルに擬態していることも多い。
落ち着いた父、少々お節介な母との3人家族（一人っ子）。父母同士は主に敬語で会話する。
楠田 みずき（くすだ ｰ）
声ｰ桑島法子
5月22日生、B型。162cm / 非公表。ポジションはG。聖ヨゼフ女学院高校1年生。
成瀬の小学生時代の同級生で、当時「ミニバスケの女王」と呼ばれた。初心者の成瀬にストリートバスケを紹介、基礎の技術を指南する。アイドル並みの美貌と快活な人柄でスリーメンズフープでは中心的存在にあり、浩介が一途な想いを寄せるも身持ちは固い。澤村からはセクハラまがいのどつきを受けることが多く犬猿の仲。バスケの楽しさを取り戻すきっかけを与えてくれたシュウに心惹かれ続け、夏休みに告白するが失恋、2学期はショートヘアに散髪して登場。
インテリアコーディネートの会社を経営する母親（38歳）と二人暮らし。両親は離婚しており実父はオーストラリアで建築家を営む。多忙な母に代わって家事をこなすため料理の腕前は高く、桜井に頼まれて上南の夏合宿での給食を担当した。
モデルは『じゃじゃ馬ならし』に出演した頃の観月ありさ。
尾崎 浩介（おざき こうすけ）
声ｰ高塚正也
1月1日生、B型。183cm / 76kg。ポジションはC。高校在学中だが校名は不明。
渋谷のチーマー集団・道玄坂ROADSのNo.2。過去にシュウからゴールを奪い、その際出逢ったみずきに一目惚れしスリーメンズフープに出入りするようになった。女にモテるという不純な動機でバスケに興じる姿勢が当初成瀬と軋轢を生むが、SKY KISSでの戦いをとおしバスケそのものの楽しさを見出していく。NBA選手を模したパワーダンクを得意とし、ゴール下の接近戦でも体格の良さを発揮している。ラフプレーも十八番で、やられたらやり返す主義。喧嘩っ早いが情には厚く、仲間のための苦労を厭わない節があり成瀬、澤村、みずきそれぞれの局面で重要な役割を果たしている。公式編ではプレー場面がないため専らスタンドの応援団長的な存在となり、コメディリリーフとしての性格も強い。女性に目がなく性欲旺盛であるがみずきには本気で惚れており、作中ストレートに恋心をぶつけるもいつも軽くいなされている。姉と祖母との3人暮らしの様子。喫煙者。原付免許を所有。モデルは山本太郎。
澤村 正博（さわむら まさひろ）
声ｰ林延年
8月31日生。B型(私称。実際は不明)。177cm / 58kg。背番号12→9。ポジションはSG/PG。都立上南高校1年生。
幼少時に実母とは死別。事業に失敗した父親が蒸発し、13歳にしてホームレス同然の生活を経てヤクザに拾われ、その後は生きるためなら悪事にも手を染め、様々なアルバイトを掛け持ちして生計を立てている。金にもうるさく、試合ごとにトトカルチョ形式の賭けバスケで渋谷界隈に名を轟かせていた。
過去にスリーメンと対戦し独りで3人からゴールを奪った経歴を買われSCRATCHに加入。一匹狼な性分と年不相応の冷静さゆえ他人に心を開かずにいたが、成瀬らとの出会いを通し、本来の明るさや仲間との絆を取り戻していく。その後、都の奨学金を得て上南高校に編入し、上南バスケ部の即戦力として活躍。部内では桜井や高倉、小林や今川といった上級生にもタメ口で接している上、気に入らない相手ならば他校生であっても喧嘩腰の横柄な態度を取ることがある不良気質。他方、児童期の優等生ぶりや要領の良さを発揮し、学業における成績はかなり良い。
自他共に認める端正なルックスで、道行く男女も見とれるほどのプレイボーイ。試合中は頻繁に黄色い声援が飛び、学内には女子が組織する澤村の親衛隊も存在する。本人は色恋に現在興味がなくこれらを一蹴しているが、出会い頭にからかい半分に胸を触られたみずきからは「スーパーセクハラ男」と呼ばれる。中学時代は水泳部に所属。喫煙者だったが高校編入後は主に禁煙。視力はあまり高くなく、時折眼鏡を着用する。
小林との対立は公式編における澤村の主要なキャラクターとなり、その対比として回を重ねるごとに幽霊が苦手等の三枚目的な部分も多く描かれるようになった。周囲を驚かせるほどの大食いでもある。

#### 都立上南高校バスケ部
公式編の主舞台。古豪ではあるが近年まで低迷しほぼ廃部寸前の状態であった。2年前に入学した桜井を中心とした部員達が奮起し、前年の都大会で2位に輝く。監督やコーチは現在おらず、練習プランは主将の馬呉と桜井が立案する。桜井の一存で成瀬や澤村を迎えてインターハイ予選を勝ち抜き、大会初出場にしてベスト8の記録を残した。3年生が引退した2学期からは小林が主将の新体制となる。
桜井 修司（さくらい しゅうじ）/ シュウ
声ｰ井上和彦
11月20日生、O型。190cm / 82kg。背番号4。ポジションはPG。3年生。作中は常に眼鏡を着用。
高校受験直前に偶然参加したストリートのイベントにて初めて自らゴールを決めて以後バスケの魅力に憑りつかれ、上南入学後本格的にバスケを始めた。驚異的な練習量と努力により廃部寸前だったバスケ部を建て直し、都大会2位に導いた名実のエース。速攻を活かした集団戦術を主とするがスタンドプレーでも一日の長があり、NBAばりの派手なシュートも難なくこなす。入部当時から30cm伸びた身長も相俟って群を抜いた容姿、穏やかで人当たりの良い性格は、部員はもとより女子生徒の覚えも高い。策士としても一流で、バスケの戦術だけでなく人を動かすことにも長けているため希理子からは「自己中男」「黒幕」等と称されることもある。その希理子には1年時から少なからぬ好意を抱いており、バスケ部引退後積極的な様子が増え、卒業を控えたバレンタインデーに遂に結ばれる。
中学までは体育が苦手なガリ勉だったため現在も成績は優秀で学年トップを常に維持している。実母は病死しており継母は看護士であった。自身も医師となる夢を懐き国立医大へ進学。卒業後、世界で必要とされる医療現場を知るため大学を1年間休学し、国際NGOに参加。少年課の刑事を務める叔父は澤村の後見人としても登場する。
シュウへの変装は単なる遊び心だったが、正体を隠すことで細かいルールに囚われることなく誰とでも自由にプレーできる楽しさを覚えていった。SKY KISSでスリーメンを解散してよりはシュウとしてのキャラクターを封印していたが、“J”のパーティーで突如復活。「フープの仲間」として成瀬ひとりのSCRATCHに参加しプレーした。
モデルは作者が中学時代に憧れていた先輩で、シュウへの変身は機動戦士ガンダムのシャア・アズナブルをイメージしたことがほのめかされている。
小林 純直（こばやし すみすぐ）
声ｰ子安武人
1月21日生、O型。188cm / 75kg。背番号5→4（主将）、ポジションはPF。2年生。
本人も自覚する根暗、無愛想、仏頂面に不器用な言動で「カサハリ（傘張り浪人）」の渾名を持つ。ツーブロックを後頭部でまとめたチョンマゲのような髪型がトレードマーク。下町の商店街で酒屋を営む家に生まれ、年の離れた兄・弁慶（ただよし）と家業を手伝いながら、部では1年生の頃よりスタメンとして定着。口下手な自身の本音を代弁してくれるバスケに並々ならぬ情熱を注ぐ。練習量に裏付けられたフィジカルは極めて優れ、高いシュート率とゴール下の強さでチームの要を担い、怪我や故障の様子も殆どない。反面その場の感情に左右されやすい面もあり、喜屋武戦においては普段通りでないプレーも見せた。
澤村とは生き方の相違から諍いが絶えず、面と向かい「キライだ」と発言しつつもその力量は認めており、随所で信頼関係を築き上げていく。1年時に新入部員として切磋琢磨した今川は唯一本音を話すことができる友人。3年生引退後の新生上南バスケ部では主将を任され、後輩指導に迷いながらも今川、澤村と協力して部を育成していく。
小学生時代には兄と剣道に励み段も取得。書道にも秀で、自室や部室ロッカーに作品を掲示している。成績は中の上程度。時代小説ファンで、愛読書は『鬼平犯科帳』。
矢部 希理子（やべ きりこ）
声ｰ鶴ひろみ
12月20日生、B型。170cm / 非公表。3年生。
中学女子バスケでならしていたが怪我で引退し素行不良となり、停学処分との交換条件でバスケ部マネージャーに就任。普段はマネージャー仕事をろくにせず、幼稚な悪戯で部内を騒がせる、下級生をいじめて遊ぶなど傍若無人に振る舞い「上南の性悪魔女」として名を馳せる。特に成瀬がその標的となることが多いが、実際には成瀬の実力や人間性を気に入っており、周囲も一種の愛情表現と捉えている。公式戦中はベンチの誰よりもチームの応援に精を出し部員たちを盛り立て、マッサージやテーピングも率先して行い、大勢が気付かない選手の負傷を即座に判断できるなどマネージャーとしての能力はある。得意技はシュートの成功率を変動させる怪電波。高身長・細身のモデル体型で、喋らなければ美人のため他校からは羨望の的となることがある。料理が壊滅的に下手。
馬呉とは小学生からの幼馴染で、過去に好意を寄せられていた。桜井からのアプローチが始まってからは所謂ツンデレキャラが顕著となるが、卒業直前に晴れて結ばれる。出来の良い姉・真希子へのコンプレックスを抱えながらも仲は悪くなく、義兄の洋海は良き相談相手。インターハイ以後も引退はせず卒業までマネージャーを務め、美容師の専門学校に進学した。

### SKY KISS編

#### スリーメン
スリーメンズフープを作った謎の3人組。その正体は1年前の都大会におけるMVPベスト3。圧倒的な強さを誇り、都内ストリートバスケの伝説的存在。SCRATCHはシュウからゴールを奪った全3名をメンバーとしており、主要人物を繋ぐ核チームでもある。SKY KISS出場を以てチームは解散するが上南バスケ部の夏合宿に塩練と里衣が帯同、期間中のミニゲームで実質再結成した。
塩練 訓（しおねり さとし）/ ネリ
C。東目黒商業高校卒、M電器所属。高校時代は巨体に似合わぬ跳躍力で「空飛ぶ冷蔵庫」の異名を取った都大会No.1選手。甘いものが大好きで、けっこうな毒舌家。
里衣 昌次郎（さとい しょうじろう）/ ザット
F。川相工業高校卒、現在は大工。現役時代はラフプレーも辞さない「クレイジー・サト」として都大会を賑わせた。かなり口が悪くSCRATCHには特にきつく当たる場面が多いものの根は面倒見のいい兄貴気質で、上南合宿では成瀬の専属コーチを務めた。後にスリーメンズフープとなる空き地を最初に利用していた人物で、ゴールの設置も行った。
ジョン
本名はJohn Lennon。シュウの飼い犬のコリー犬。SKY KISSの出場規定が4人編成のため、名前だけ登録された。当時は存在は語られず、8巻で初登場。馬呉に懐いている。

#### スリーメンズフープ関係者
メガネ
本名不明。丸いサングラスを常にかけている。フープの黎明期から登場しており、中学時代の同級生だった澤村と再会し賭けバスケの助っ人を斡旋するなど、本編より過去のエピソードを語る上で重要な脇役。ストリート編ではフープのMCとして腕を奮い、公式編ではみずき・浩介らとスタンドで上南の応援を盛り上げている。泣き上戸。実家は裕福な様子で都内の私立高校に在学中。
ウルトラマン
本名は高橋 繁雄（たかはし しげお）。帽子と大きなサングラスのスタイルを貫く、フープのDJ担当。職業としてのDJにも憧れており、リズム感の良さがバスケのプレーにも影響している。当初はメガネの補佐役として急遽登場した単なるサブキャラだったが、J編序盤で理沙と出会い、マーベリックスとのロープマッチにSCRATCHとして参加する。ノリは良いが心優しい性格で、女子に自然と気配りするなど見せ場も多い。
でっぱ
本名は鈴木 守（ただし1コマ触れられただけで本名で呼ばれた例はない）。長髪と左側の出っ歯が特徴。平和主義のおバカキャラで、典型的な賑やかし。メガネ、ウルトラマンといつもつるんでおり成瀬たちからは3バカとも称される。
武蔵丸 健児（むさしまる けんじ）
4月2日生。ポジションはPG。練馬区立第四中学校3年生。
成瀬最初のライバルとしてSt.6に初登場。光が丘団地に7人家族で暮らす。中学で非行に走り喧嘩に明け暮れる毎日を送っていたが、バスケに夢中だった少年時代の自身の輝きに気付き、再びバスケの道を志す。団地という閉じたコミュニティでの暮らしからか都会慣れしておらず、緊張を隠すために極端な服装を試み、出番の殆どで酷いファッションセンスを露呈している。いがぐりのようなヘアスタイルも特徴的。スリーメンズフープの偵察に訪れたところを成瀬と知り合い、即興の1on1を経て良き友となる。中学生ながらバスケセンスは秀で、レイアップに強い自信を持っている。3on3チームNOTORIOUS （ノートリアス）のリーダー。SKY KISS本戦でICE PICKSと対戦中、選手潰しに遭い靭帯を損傷。卑怯な相手にも真っ当にバスケで勝負し続けた姿をもって、怒りに震える成瀬を窘めた。成瀬との再戦を願い3ヶ月間リハビリに励んだ末復帰、地元光が丘にSCRATCHを招待歓迎する。最終話ではスリーメンズフープ最後の日に小室と駆け付け、その後四谷鵜の原高校に入学した様子が描かれている。名前の由来は武蔵丸光洋と森脇健児。
松島
大村
柳原
武蔵丸のチームメイト。SKY KISS編のみ登場。

#### MERMAID FORCE （マーメイドフォース）
SKY KISS本戦2回戦でSCRATCHと対戦。パワーやフィジカルで男性に劣る分、女の武器（色仕掛け）を活かし、同じ土俵でバスケを挑む。
麻紀（マキ）
チームのリーダー格。面倒見の良い姉御肌。体育大の学生で、捻挫した成瀬に応急処置を施す。
ケイ
高身長かつグラマラスな体躯を晒して戦う。空手3段。
ユウ
ベリーショートが特徴。
真由（マユ）
チーム唯一の中学生。控え選手のため作中でプレーする場面はない。バストは87cmCカップ。成瀬に気があり積極的に声をかける。ICE PICKS戦の最中、JOKERの手下に人質に取られるもスリーメンに救出された。

#### ICE PICKS （アイスピックス）
SKY KISS本戦2回戦でNOTORIOUS、3回戦でSCRATCHと対戦。後に解散。
JOKER / 本間 丈一郎（ほんま じょういちろう）
チームリーダー。高校生で日本代表に選出されるほど期待された選手だったが、渡米中にチームメイトの謀略に遭い右膝を砕かれ、選手生命を絶たれてしまった。流れ着いたスラム街で繰り広げられる本場のストリートバスケで日銭を稼ぎ、一帯に知らぬ者がいないほどの存在となる。帰国後、都内のストリートシーンを支配し金と欲望にまみれた賭博場とする集団“J”を組織し、フープやチーム潰しを行う。人生を狂わせたバスケに対する怨念は強く、「楽しいバスケ」を信条とするプレーヤーに冷徹な目を向ける。しかし成瀬との激闘により忘れかけていたバスケへの思いを蘇らせ、SKY KISS後にJを離脱。ガソリンスタンドで働きつつ、片足一本で戦えるバスケを鍛え上げるために暮らしてきた。JOHNNYから組織への復帰を求められるも断っていたが、パーティーに姿を現し、SCRATCH対サンクチュアリ戦の立会人となった。その後は再び行方をくらませてしまう。
Mr. PURPLE / 本間 俊二
丈一郎の実弟。シュートフォームから相手を足で攻撃するなどして選手潰しを図る。モデルは豊川悦司。大会後はアメリカに留学した。
Mr. BROWN / 峰岸 雅之
日本人らしからぬ肉体と軍人のような風貌。体格を用いた突進や接触プレーで相手選手を負傷させる。モデルはスコッティ・ピッペン。
Mr. ORANGE / 中田 洋介
JOKER不在時のICE PICKSを仕切り、ダーティな手管で成瀬らをはじめとする選手たちを痛めつける。JOKERに対し面従腹背な部分があり、その野心をJOKERに見抜かれ左手を砕かれた。モデルはミハエル・シューマッハ。

### 公式（インターハイ）編

#### 上南高校バスケ部
馬呉 宏明（うまくれ ひろあき）
3年生C、主将。背番号7。
第1話から登場。スキンヘッドの容姿に加え、気合と根性と大声で押し通す、昔気質の体育会系。公式編が進むにつれ弱気な性格や涙もろい面が増え、頼りなくも皆を引っ張る親しみやすい主将として描かれるようになった。桜井の相棒とも言うべき立場でその信頼関係は絶大。希理子・波崎とは幼馴染であり、特に波崎は良きライバルだったものの中学時代に差をつけられてより溝が生まれている。犬やカエルといった生き物が苦手な描写がある。
高倉 巌（たかくら いわお）
3年生SF。愛称「ガン」。部の盛り上げ番長・ムードメーカーで、同輩後輩問わずフレンドリーに接する愛されキャラ。直情径行で喜怒哀楽が激しく、部内のみならず他校に対しても感情をぶちまける場面が多い。1～2年次には普通の短髪だったが3年での登場時は終始オールバックスタイル。みずきに気があるのか時折言い寄っている。
斉藤 伸之（さいとう のぶゆき）
3年生SG。高倉とは二人で同時にボールを運ぶツインシュートを編み出したり、同じ大学へ進学したりと相棒として常に行動を共にしている。気弱な性格からやることがあまり目立たず実力も決して高くはない。試合中よくへアバンドを着用する。
今川 聖（いまがわ きよし）
声ｰ野島健児
2年生のマネージャー。A型。178cm / 56kg。根っからのバスケ少年で、上南入学後もバスケを楽しむことをモットーに練習に勤しみ、部内で頭角を表していたが、1年時の関東大会で南郷大筑波と対戦中に接触事故を起こし膝靭帯を断裂。選手生活からの引退を余儀なくされたものの、バスケへの思いを捨てることなくマネージャーに転向した。穏やかで丁寧な人柄と冷静な分析眼で陰日向にバスケ部を支える人格者。仕事をしない希理子に代わってほぼ全てのマネージャー業をこなしており部員からの信頼は非常に厚い。気難しい小林の良き理解者であり無二の友人。さだまさしが好き。
磯村 順二（いそむら じゅんじ）
2年生。背番号10→5、ポジションはPG→C。角刈り、そばかすの体育会系男子。2年生の中では比較的出番があり、ベンチでは神田と並んで希理子の相手をしている。少々愚痴っぽく、不安や不満を口にする場面が多い。3年引退後、澤村の提案でCに転向している。
田所 真澄（たどころ ますみ）
2年生C。背番号9。前髪を垂らしたスタイルで若干太めの体格。
翔田 洋（しょうだ ひろし）
2年生SF。背番号11。高倉を模したようなオールバックと大きめの耳。感情が口に出やすいタイプ。
鈴置 晶（すずおき あきら）
2年生SG。背番号12→補欠。インターハイ予選の序盤で手首を骨折し、療養のため暫く控えから外れた。坊主頭と円らな瞳。
鈴木 保 （すずき たもつ）
1年生F。背番号13。
神田 裕司（かんだ ゆうじ）
1年生G。背番号14。控えの中では登場頻度が高く、成瀬や澤村、希理子の言動によく茶々を入れる。高倉のおふざけにも率先して乗っかる等ノリが良い。図画工作が得意。年の離れた弟妹が多くいる。
猿渡 真（さるわたり ｰ）
1年生。補欠。癖のある長髪。登場時は名の通り猿顔風だった。
足立 健（あだち ｰ）
1年生。補欠。頬骨が張っている。
吉原 吾郎（よしはら ごろう）
1年生。補欠。邪気がなくほのぼのとした印象。
西前 （にしまえ）
上南高校英語教諭。バスケ部顧問。バスケの経験や知識は全くなく、学校都合の形式的な着任ではあるが、練習に励む部員たちを温かい目で見守っている。喜屋武戦での苦戦に消沈する馬呉たちを励まし、後半への希望を繋いだ。趣味は将棋。

#### 四谷鵜の原商業高校
都で有数のバスケ名門校であり全国大会の常連として知られる。自主自律を重んじる指導方針で選手を育成、多くの大学推薦を輩出する。前年の都大会で上南に敗れたことから、インターハイ地区予選最大のライバル校として登場する。ウィンター杯東東京代表校。
桑田 泰彦（くわた やすひこ）
声ｰ石川英郎
8月1日生、B型。186cm / 78kg。背番号5→4。ポジションはPF。
陸上部からスカウトされたエースプレーヤー。前年の都大会で対峙した桜井に多大な影響を受け、バスケの楽しさに目覚める。他校生ながら桜井を慕い背を追っていたが、次第に同学年の小林と切磋琢磨し合う関係を築くこととなる。ライバル校のいち新人と捉えていた成瀬の情熱とポテンシャルを目の当たりにし、新たな好敵手として認識。澤村の実力も高く評価している。
楽天家で社交的な性格。成瀬と偶然相席した際、ほぼ初対面ながらフランクに話しかけ距離を縮めている。上南のインターハイ2回戦突破の報を聞き、合宿を抜け出して単身札幌へ激励に赴き再登場。筑波の5人と組んで上南に金北対策の特別練習を行い、金北戦はスタンドで応援した。3年生の歓送会にもゲスト扱いで顔を出し、上南バスケ部とは非常な友好関係にある。ウィンター杯編では東東京代表校として全国制覇を目指し筑波と対戦するも、試合前のバイク事故による負傷がたたり惜敗した。愛車はSUZUKIのBandit V400赤。小学5年生の妹は澤村のファン。
波崎 堅悟（はざき けんご）
3年生、主将。背番号4、ポジションはC。地黒で眉毛がカニに似ている。希理子と馬呉とは幼馴染。自身の控えだった馬呉を下に見ていたが、インターハイ予選で敗戦以後は関係も改善された様子で、馬呉からの練習メニューの内容の相談にも乗っていた模様。ボキャブラリーが少ないことを希理子にイジられ、よく泡を吹いている。
鳥越 俊司（とりごえ しゅんじ）
3年生。背番号6、ポジションはPG。角刈りと太い眉毛のスポーツマン風情。
山崎 和良（やまざき かずよし）
3年生。背番号7、ポジションはSG。茶髪と割れた顎の巨漢で、容姿はトマトに似ている。
大久保 眞（おおくぼ まこと）
3年生。背番号8、ポジションはSF。パンチパーマとたらこ唇で老けて見える。成瀬とのマッチアップでシュート潰しを幾度も演じた。
菱田 茂（ひしだ しげる）
監督。元日本代表プレーヤーで奥田の先輩に当たる。指導者としても優れており、過去に2校を全国制覇に導いている。

#### 喜屋武水産高校
インターハイ沖縄県代表校。上南の初戦相手。暴力沙汰により1年間の公式大会出場停止をくらっていた為全国的には全く無名だったが、駐留米軍兵士に囲まれた環境でならしたラフなプレースタイルと並外れたパワーバスケで初出場を掴んだ。派手な容姿や礼儀知らずの態度で会場を騒然とさせるが、バスケに対する純粋な信念にいつしか皆を巻き込んでいく。初戦前夜、札幌の街で居合わせたSCRATCHとダンクコンテストを催してギャラリーを湧かせた。部員は9名。
比嘉 裕太（ひが ゆうた）
声ｰ私市淳
7月14日生、B型。180cm / 82kg。背番号4、ポジションはPF。2年生。
ツンツンに固めたトサカのようなヘアスタイルと鋭い目付き、粗暴な態度で初対面の上南を威圧する。負けん気の強い自信家で、はじめは上南やSCRATCHを軽んじていたものの試合を経てその実力を認め、特に成瀬とは完全に意気投合した。デニス・ロッドマンを敬愛し、ダンクシュートは最高の自己表現と称する。ファウルも辞さない捨て身のプレーで生傷が絶えない。空港で居眠りし帰郷の飛行機を逃す原因を作り、敗戦翌日の筑波戦を上南の応援団として観戦。不在の浩介に代わり場を盛り立てる。女子には慣れていないのか弱い節があり、みずきに終始頭が上がらずにいた。沖縄では祖母の下で生活しておりこれまた頭が上がっていない。喫煙者。猫舌。
玉那覇 貴生（たまなは たかお）
3月24日生。190cm / 83kg。背番号5、ポジションはPG。2年生。
長髪色白、柔らかな物腰で他の部員と一線を画する雰囲気を纏うが、秘めた闘争心を持ち、部では実質の司令塔を務め攻守のリズムを指示する。不良同士として知り合った比嘉の相棒であり、彼の牽制や古謝兄弟の収拾も担うまとめ役。文学に造詣がありキイスや漱石を嗜む描写がある。喫煙者。
瑞慶覧 ケンプ 辰也（ずけらん ｰ たつや）
5月10日生。206cm / 117kg。背番号6、ポジションはC。2年生。
邦人の父と米国人の母を持つハーフで外見は黒人。日本語は堪能だが片言の発音があり英語も常用している様子。いつもニコニコしている好漢だが、中学生時代は「モンスターケンプ」と呼ばれた荒くれ者だった。日本人離れの巨体で本場モノのハンマーダンクを見舞う。
古謝 山彦（こじゃ やまひこ）・海彦（うみひこ）
9月1日生、B型。181cm / 69kg。ポジションはそれぞれSFとSG。2年生（1留）。
一卵性双生児。緑青と青緑にそれぞれ染めたドレッドヘアと大きなサングラスで独特の雰囲気を作っているが、口を開けば漫才のようなおとぼけキャラとなり多くの場面でコメディ要素を担当した。サーフィンが趣味で、波を待ってる間に留年したなどと揃って嘯いている。著者も二人の区別はあまりつけておらず、海彦が英語でまくしたてる役、山彦が適当に通訳する役と便宜上答えている。モチーフは『不思議の国のアリス』のトゥイードルディー・トゥイードルダム。
島袋 英男（しまぶくろ ひでお）
監督。サンフランシスコ帰りの日系二世。部活動は放任主義で常に酒をあおり競馬新聞を読んでいるが、比嘉達の面倒を買って出て全国区の選手へと育て上げた手腕に加え確かな分析眼も備えており、部員からも信頼を集めている。全国制覇した暁には部員をアメリカに連れていく約束を交わしている。

#### 南郷大附属筑波学園高校
インターハイ / ウィンター杯茨城県代表校。全国より集められた特待生とデータに基づき徹底管理された戦術により優秀な成績を多数残し「勝たなきゃ何の意味もない」を大義とするエリート集団。100名以上の部員を擁するが、コーチの方針でベストメンバーは選りすぐられ試合中も選手交替はほぼ見られない。前年の関東大会初戦で上南を圧伏し大会ワースト記録をもたらした上、今川の怪我に直接関与し謝罪を為さない等の遺恨を残した因縁の相手として登場。インターハイ2回戦（シード校のため初陣）、成瀬をはじめとする上南バスケ部の姿に心動かされ、管理バスケからの解放とバスケへの歓喜を皆が取り戻した。ウィンター杯ではチームの解散を賭した背水の陣で戦い、金北に敗れるも5名の大会MVPを輩出。「プロの傭兵集団」としてのイメージから『新機動戦記ガンダムW』の主人公たちをモチーフにしている。
三上 圭悟（みかみ けいご）
声ｰ中井和哉
9月25日生、O型。179cm / 70kg。背番号4、ポジションはPG→PF。2年A組。
神奈川県出身。部のコーチである実兄・克彦の期待を一身に背負い、上級生を凌駕する実力で1年次からPGに抜擢された。横浜での中学時代から全国に名の知られたプレーヤーで、冷静な判断力と俊敏さで試合をコントロールし己が役割を忠実に遂行する。成瀬の「楽しいバスケ」を真っ向から否定し対抗意識を燃やすが、実はバスケへの愛情は人一倍であり、命令以外のことは許されない管理バスケに大きなジレンマを抱えている。試合内外での成瀬との関わりを通じ、結果ではなく自分のためのバスケを貫くことを決意し兄の圧政と決別する。
1年前の試合中に接触事故で今川を負傷させたことを気に病むも、兄の主張に逆らえず無視する素振りを取ってしまい小林の憤怒を買っていたが、敗戦後に直接謝罪した後はよきライバルとなり、自身を変えてくれた成瀬にも恩義を感じている様子で、桑田による金北対策練習には他4人を連れて駆け付け上南を支援している。文武両道でもあり勉学の成績は上の中。当初のモデルはドラマ『ロングバケーション』に出演していた頃の木村拓哉。
藤堂 尚樹（とうどう なおき）
10月9日生、A型。182cm / 74kg。背番号5、ポジションはF→PG。2年B組。
京都府出身。圭悟とは中学時代「東の三上、西の藤堂」と呼ばれたライバル関係にあり、同じ高校でプレーできることを喜んでいたが、管理バスケで己を殺す圭悟を案じつつ自身も淡々と命令をこなしている。勝敗や戦術に関する拘りは特に無く、普段から無口で破顔を見ることは滅多にない。克彦や圭悟に対しても遠慮のない物言いをすることがある。実家は老舗和菓子屋。カマキリのような鋭く固めた前髪がトレードマーク。当初のモデルは長瀬智也だった。
真島 真琴（まじま まこと）
3月2日生、B型。168cm / 62kg。背番号7、ポジションはF。2年E組。
福岡県出身。つくば学園都市の研究職に就く両親を持ち、将来を約束された優等生。バスケには淡白で思い入れもなかったが、入学直後に自己練習に励む圭悟を見かけ、共にプレーできることを期待していた。兄の支配に苦悩する圭悟を常に気にかけ労っている。筑波メンバー中最も人当たりが良く明るい性格で、他4人の通訳や仲裁役を担う。他校をスカウティングしたデータを克彦コーチに提供しており、部のブレーンとしても機能する。やや中性的なルックスの割に気が強く、林田とよく丁々発止のやりとりを展開する。パソコンやゲームに造詣が深い。
林田 翔太郎（はやしだ しょうたろう）
12月17日生、B型。185cm / 78kg。背番号6、ポジションはC。2年E組。
岐阜県出身。なんでも言いたい放題のお調子者で、コーチの命令は保身のために渋々ながら聞き分けている。生来の無神経と見栄っ張りな性格が災いしてか今川や小林を挑発する暴言を繰り返し蔑んでいたが、上南との交流により変化した圭悟らと共にコーチ追放の一助を果たし、金北対策練習にも小言を挟みつつ熱心に参加する等、認めた相手への思いやりはある。真島とは公私共に仲が良い。刈り上げて上に立ち上げた髪型はハチウエ頭と呼ばれる。実家は下呂の温泉宿。モデルは松岡昌宏（TOKIO）。
コウ=カジンスキー
1月10日生、A型。174cm / 64kg。背番号8、ポジションはSG。2年D組。愛称はK2。
ロシアからの留学生。家計を支えるためJBLやNBAでの活躍を夢見ており、その為の通過点として単身来日し筑波に編入。成功率3割を誇る3Pシュートで筑波の得点源を担う。流暢な日本語を操り、オールバックにまとめた髪を後方で短い三つ編みにしている。圭悟を苦しめたコーチの命令もビジネスライクに割り切り遂行するなど精神的に大人びたところがある。
三上 克彦（みかみ かつひこ）
7月21日生、32歳、A型。181cm / 81kg。圭悟の実兄にして筑波のヘッドコーチ。体育大のバスケ選手だったが怪我で引退し、失意から結果主義の管理バスケを圭悟に強いるようになる。試合中も自軍選手への命令を怠らず、応えないプレーに対しては罵声を容赦なく飛ばし監督する。とある大学を日本一に導いた実績から手腕は評価されており、鳴り物入りで筑波にヘッドハンティングされた。大学の先輩である奥田とはバスケへの考え方の相違で衝突を重ねる。実力未萠の者を見下す傾向が強く、初出場の上南や喜屋武のプレーを下等と決めつけ反感を買う。一方で勝利のためなら手段を選ばぬ面もあり、試合中に負傷した桜井を攻撃するといった卑怯な戦術も厭わない。成瀬に感化された圭悟から決別を告げられ会場をあとにするが、心中深くでは自身に潰えた名選手への夢を弟に託す志を持っており、無邪気にプレーする圭悟の姿を見て今後を励ます言葉を残して去る。敗戦後は筑波を辞し、九州の大学バスケ部コーチに就任した。モデルはドラマ『勝利の女神』の陣内孝則。

#### 横浜国際商業高校
インターハイ神奈川県代表校。通称「浜国（ハマコク）」。3回戦で上南と対戦したが、展開上ギャグ風の役回りであり学校や各選手の背景は描かれない。
松平 勇作（まつだいら ゆうさく）
7月21日生、B型。背番号4、主将。3年生。
桜井の高い能力にいち早く目を付け、一方的に無二のライバルを気取るキザな男。ついに対戦の機会に恵まれたものの、挨拶を図る度に邪魔が入るなど間が悪く、桜井とは直接言葉を交わすこともなく大会を終えた。御託を並べて自身を正当化しており、部員達も何故か丸め込まれている。口癖は「さすが桜井！」。マッチアップゾーンを自身で考案し対桜井の切り札とする等選手としての実力は本来高いようだが、鵜の原の戦術とかぶってしまったため披露する場さえ無かった。トータス松本（ウルフルズ）がモデル。
吾妻 淳（あづま じゅん）
2月4日生、A型。3年生。
松平のツッコミ担当。モデルは『機動戦士ガンダム』のガルマ・ザビ。

#### 広島フェリシア女学院
インターハイ / ウィンター杯広島県代表校（女子）。全国大会常連の女子校。大学推薦も多い様子で、ウィンター杯には3年生が引退せず出場し、優勝を掴んでいる。
小泉 智美（こいずみ ともみ）
声ｰ嶋方淳子
10月19日生。2年生。背番号7。外ハネのショートカット。
St.94で初登場。初対面の成瀬を心配させるほど落ち着きがない慌てん坊で、しょっちゅう忘れ物をしては相棒の池田に叱られている。バスケ歴は小中高と長く、内も外も得点できるオールラウンダーであり、足を使った俊敏なパスワークで強豪校のエースを任されている。ウィンター杯では決勝戦ラストプレーで逆転弾を決め、全国制覇の立役者として時の人となる。スタンドの部員による個性的な応援を池田と共に考案するなど部のムードメーカー。確信ある言葉で成瀬や池田を諭したり、気まずい空気を読んで笑いを提供したりと、他人に対してはしっかりした面を見せることが多い。
筋金入りのバッシュマニア。憧れの教員と同じニューバランスを履いているという理由で成瀬に好印象を抱いたり、バッシュを見ただけで選手の趣味を予測したりという始末で、女子高生らしい色気が無いと周囲に窘められている。
溌剌とした振舞い、屈託ない笑顔に成瀬が心惹かれ、札幌で過ごした数日のうちに逢瀬を重ねては距離を縮めていく。その後も電話や手紙でやり取りを続けていたが、ウィンター杯編は成瀬との進展が物語の柱となり、優勝直後の夜に想いを確かめ合った。
両親と姉弟との5人家族。弟の雅貴（まさき）も中学バスケ部のエースとして全国大会に幾度も出場している。
池田 浩子（いけだ ひろこ）
声ｰ萩森侚子
2年生。背番号8。勝ち気で天真爛漫な性格で、公私の仲である小泉と共に部のムードメーカー。成瀬と小泉の仲を茶化して楽しんでいるが、恋愛に縁の薄かった小泉を応援し数々のアドバイスを送る。宮内コーチに密かな恋心を抱いている。
浅野 静（あさの しずか）
3年生、主将。176cm。背番号4。責任感の強いリーダー気質で、小泉・池田を信頼し可愛がっている。
野村 真理子（のむら まりこ）
3年生。172cm。背番号5。
飯田 祥子（いいだ しょうこ）
3年生。168cm。背番号6。
岡部 奈々子（おかべ ななこ）
1年生。158cm。背番号12。小泉を尊敬する人懐こいルーキー。1年だが控えの主力メンバーであり出場機会も多い。
宮内 慎司（みやうち しんじ）
35歳。フェリシア女学院コーチを5年間勤める。ウィンター杯を終えた後故郷に転任予定だったが、フェリシアの優勝をもって撤回した。頼りない部分もあるが部員たちからは親しまれている。
緑川（みどりかわ）
清女学園大付属高校（愛知県代表）2年生。背番号5。全国制覇を幾度も為した強豪校の現エース。180cm超の身長と鋭いブロックで、宿敵として小泉・池田と対峙する。

#### 金沢北工業高校
インターハイ / ウィンター杯石川県代表校。高校バスケ界の王者とも呼ばれる名門男子校。シカゴ・ブルズのトライアングルオフェンスを基本とした高度な戦法と個々の突出した能力で他校を圧倒し、前人未到の公式戦100連勝を前にしたインターハイ準々決勝で上南と初対戦、窮地に追い詰める。校則は厳しく練習も強豪らしいハードさを極めるが、森山監督との信頼関係により部内の空気は常勝校らしからぬ自然体で形成され、多少の校則違反も黙認されている。
天海 佐助（あまみ サスケ）
声ｰ戸北宗寛
6月28日生、O型。175cm / 54kg。背番号9、ポジションはF。
St.130で初登場。素顔とフルネームはSt.143で漸く明らかになる。アメリカからの帰国子女。幼少期に観戦したNBAでマイケル・ジョーダンの雄姿に衝撃を受けて以後バスケに打ち込み、ジョーダンに近づこうとプレースタイルを模倣している。卓越したセンス、磨き上げた超人的スキルでデビュー早々トリプルダブルの成績を上げ、一躍金北の主力部隊として高校バスケ界の注目を集めているスーパールーキー。脱色パーマの前髪と切れ長のつり目が特徴で、しばしば成瀬を睨み付けている。他人に対しては実力主義で接し年齢と敬称の関係は希薄。無愛想だが心を許した相手とは笑顔で会話でき暗い性格ではない。試合以外の場所ではところ構わずポッキーを加えており、ラーメンも好きである。
登場時は深く被ったキャップでハッキリとした顔が確認できず、掴み所のない振舞いで成瀬を翻弄していたが、上南の3回戦直前に遭遇した際よりは成瀬に対して嫉妬にも似た敵愾心を懐くキャラクターに描かれており、事実上本編最大の成瀬のライバルとして立ちはだかる。成瀬とは趣味嗜好からバスケへの考え方まですべてが正反対であり「一生敵、仲間にはなれない」と突き放すも、実戦で成瀬のバスケへの真剣さを認め、互いの成長を懸けた特別な存在として意識するようになった。
バスケはプレーだけでなくシューズやアウター等グッズにも精通しており、『スター・ウォーズ』のキャラクター名があしらわれたキャップを常用するなどバスケ以外のことにも関心が深い様子。恋愛事には全く興味が無いが、女心の機微を察して成瀬に助言するぐらいの甲斐性も見せる。小泉雅貴にとっての憧れの的。
高城 政宏（たかぎ まさひろ）
5月21日生。191cm / 89kg。3年生、主将。背番号4、ポジションはPG。
五輪代表候補に目される高校バスケ界のトッププレーヤー。実力や知名度に驕らない爽やかな人柄で、面白そうなことには首を突っ込みたがるなど柔軟性もあり、部内はもとより他校生からも多くの支持を集める。成瀬には札幌初日のダンクコンテストでの対面から注目しており、天海にその存在を焚き付けている。卒業後、日本代表入りを果たす。モデルは『SPEED』出演時のキアヌ・リーブス。
遊佐 任三郎（ゆさ にんざぶろう）
4月29日生。205cm / 108kg。背番号5、ポジションはPF。3年生。
腰や膝の酷使による故障を多く抱えることから出場回数は現在少ないが、僅か数分の参戦で場を決定づける圧倒的なプレーをすることから「金北最強の六番目」と謳われる実力者。ノリの軽い典型的な遊び人風情だが面倒見がよく、雑に伸びた長髪や無精髭に加え実年齢を感じさせない老けた言動で部内でも「オヤジ」「兄貴」として後輩たちから慕われており、無愛想の天海が心を許す数少ない存在。遠征先でも女遊びに抜け目がなく、森山監督とはよく晩酌を交わす。実家は老舗呉服屋で卒業後の高城や八雲の前で和装している。名前の由来は遊佐未森と古畑任三郎。
八雲 一朗（やくも いちろう）
2月1日生。186cm / 80kg。背番号6、ポジションはC。3年生。
初登場時から高城の補佐役といった印象で、取材等で多忙な高城に代わり実質的に部員をまとめている金北の大黒柱的存在。実直なスポーツマン気質が遊佐から「お堅い奴」と評される。実は金北唯一の彼女持ち。モデルはイチロー。
 羽田 岳史（はねだ たけし）
8月6日生。189cm / 87kg。背番号7、ポジションはF。2年生。
攻守両用のオールラウンダー。河村とはよき相棒で漫才さながらのやりとりをする。3年引退後に主将に就任。つぶらな瞳の紳士風情であるが中身は至って普通の男子高校生で、遊佐からは「口を開かなきゃモテる」と言われた。モデルは竹野内豊で、名前の由来は仮面ライダー1号・本郷猛。
河村 隼人（かわむら はやと）
9月20日生。177cm / 71kg。背番号8、ポジションはSG。2年生。
高いシュート率で金北の大量得点を支える。奔放な性格であまり面倒事は好まない。羽田同様「黙っていればカッコいい」普通の男子。羽田とのタッグで澤村の活躍を封じる。モデルは反町隆史。名前の由来は仮面ライダー2号・一文字隼人。
森山 剛
10月3日生の47歳。金北バスケ部監督。アフロヘアやサングラスに柄シャツといった胡散臭い風体であるが常勝金北を一代で築き上げる優秀な指導者で、選手の自主性を伸ばす育成法を採る。24歳下の妻がいる。モデルは井上陽水。

### ストリート（J）編

#### 秋葉原関係者
江口 理沙（えぐち りさ）
2月10日生の17歳、A型。渋谷の街中でウルトラマンと知り合い、スリーメンズフープに出入りするようになった少女。ドライで投げやりな言動が目立ち、一馬の妹であることは後に明かされる。シンと交際していたことから、過保護な兄へのちょっとした反発心で“J”の活動に関与し、スリーメンズフープでスパイを行っていた。兄とのわだかまりが消えて以降は自身の行いを反省し、むしろブラコン気味になった。中型免許を所有している模様。
江口 一馬（えぐち かずま）
7月7日生の19歳、B型。175cm。ポジションはPG。
秋葉原のストリート筆頭チーム「マーベリックス」のリーダー。背中へと伸びたロン毛が特徴。電機工学科専門学校に通学しており「電気屋」の愛称も持つ。
家出していた理沙を連れ戻しにスリーメンズフープに乗り込みSCRATCHにロープマッチを挑むも敗戦、和解後は秋葉原にSCRATCHを招待するなど交友を温めていく。GROOVE Dによる襲撃を受け大怪我を負うも、パーティーに潜入してみずきたちの窮地を助ける。面倒見のいい兄貴肌で腕っぷしもあるが暴走しやすい面があり、揉め事を生むことが多い。妹の理沙に対してはシスコン気味で常に余計な心配をしている。
新戸 甚平 / ジンペー
6月2日生の19歳、B型。工科大の2年生。高知県出身。一馬のチームメイト。
山本 マキオ
※KC24巻のキャラ紹介頁で幹生（ミキオ）と表記されたが、作中登場する名前に因った。
9月21日生の17歳、O型。江口兄妹の近所に住み、兄弟同然に育ってきた。一馬のチームメイト。飄々とした人懐こい性格のメカクレ。
三木 康平（みき こうへい）
3月3日生の18歳、A型。通称ミッキー。3ポイントシュートを得意とする秋葉原フープのNo.2で、多くの取り巻きを率いている。奇抜なファッションと虚勢気味の口ぶりが目立つナルシストだが、自ら挑んだ澤村との目隠しシュート対決に完敗し、Jの支配にすぐ従う姿勢を見せるなど、典型的なヘタレキャラ。江口兄妹とは幼少からの腐れ縁。モチーフはT.M.Revolution、及川光博、Tama（CASCADE）。

#### “J” 関係者
JOHNNY / 芥川 英明（あくたがわ ひであき）
24歳。3on3チーム「サンクチュアリ」のリーダー。通称「黒のクイーン」。“J”の現トップ。
アメリカの孤児院で育ち、独立後は若き実業家として成功を収め現在都内に複数のレストラン等を経営するエリート。スラム街でストリートバスケをしていたJOKERに惚れ込み、以降片腕としてバックアップし帰国後に“J”を組織した。「戦うことでしか人は強くならない」という独自の美学に基づいた弱肉強食のストリートシーンを実現せんと、都内のフープ支配を暴力で推し進める一方、JOKERと成瀬を引き合わせたり、澤村を引き抜いてSCRATCHと戦わせたりと狡猾な手段も用いて野望を遂行する。その本当の目的は、自身の拠り所となる「ヒーロー」を探し出すことであり、一夜限りのストリートバスケ大会「パーティー」を主催し、真の王者にこの偶像を求めようとする。かつてJOKERを破った成瀬にその片鱗を見出だして接近。普段の物腰は柔らかく極めて紳士的な佇まいであるが、成り上がるまでに壮絶な過去を経たことが窺え、尋常でない殺気をこめた眼力“メデューサの目”を武器に、成瀬たちを翻弄する。
アビィというサルと常に行動を共にしている。モデルは金城武。
甲斐 万丈（かい ばんじょう）
推定年齢21～22歳。少年時代の澤村に少なからぬ影響を与えた一人。一級品のフェイクテクニックを使った賭けバスケで澤村とタッグを組み荒稼ぎしていた。普段は女や金にだらしないプータロー。「Just walk in the park（気楽に行こうぜ）」を信条とし風来坊のような生活を送っている。1年半前に澤村の有り金を持ち逃げしたが、JOHNNYに雇われJに参画、元相棒の澤村を裏街道に誘惑する。パーティーには澤村との覆面コンビCANEY Gとして出場、SCRATCHと対戦。敗れたあとは再び澤村に別れを告げ、澤村の金をくすねてメキシコに渡ったとされる。本名かどうかは不明。喫煙者。モデルはGLAYのTAKURO。
シン
秋葉原や渋谷を襲撃した“J”の先行部隊、GROOVE Dの中心者。瞳孔が開いたような悪質な目、悪趣味なデザインのアクセサリーと玉葱のような逆立てたヘアスタイルで相手を威嚇。学生バスケでならした技術は確かだが、実力と異なる評価を与える部活動に嫌気がさしドロップアウト。バスケを楽しむ者たちに憎悪を向ける。強い者だけを認めるJの方針に心酔し、JOHNNYの好感を買うべく、交際していた理沙を利用してまで選手潰しに躍起になるが、SCRATCHに敗北を喫してよりは恣意的な逆恨みで成瀬やみずきを脅かしてくる。
フランケン
※KC26巻のキャラ紹介頁で「ロボ」とあるが、作中での呼称に因った。
GROOVE Dのメンバー。巨体で、主に選手潰しの暴力行為を働く。スリーメンズフープのリングボードを破壊した。作中殆ど声を発さない。
リー
GROOVE Dのメンバー。チャイナ服を装い北京語を用いる。“J”の命令に従い行動しているだけで、シンとの共闘意識はほぼ無い。
ローズ / 宇都宮 令司（うつのみや れいじ）
24歳。サンクチュアリのメンバー。通称「白のルーク」。美意識が高く、白い服を身に纏って妖艶な雰囲気を醸している。アクロバットのような身のこなしが武器。フェラーリをこよなく愛する。歯科医院に勤務。ローズは普段の愛称で由来等は不明。モデルはMALICE MIZER時代のGACKT。
鯉淵 十三（こいぶち じゅうぞう）
24歳。サンクチュアリのメンバー。通称「青のビショップ」。フリーのサックスプレイヤーで、リズム感と脚力に裏打ちされた強力なドライブを得意とする。長めの髪を後ろで束ね、顎髭を蓄えている。喫煙者。

### その他
奥田（おくだ）
月刊フープタウン記者。取材に訪れたSKY KISSでSCRATCHに注目、以後成瀬や澤村を目当てに上南の試合にも顔を出し、作中の技術的な解説や選手紹介などを引き受けている作品上重要な役回り。体育大出身で日本代表でのプレー経験を持つ。桜井も懇意にしており様々な情報提供を蒙っている。成瀬たちとの関係は本人曰く「歳の離れた仲間みたいなもの」。
森田（もりた）
奥田の後輩のカメラマン。眼鏡を着用。成瀬らのプレーには感激しており奥田に付いて上南を追い続けている。間抜けな性格だが奥田の暴走を止めるツッコミ的な役目もする。著者の担当編集者がモデル。
栗田（くりた）
地区予選に登場する月刊バスケットマンのカメラマン。森田と同期入社。
井上（いのうえ）
成瀬の同級生。共にバスケ部に入部したが早期に退部し、流行に乗っかって遊び呆けている。バスケに励む成瀬をよくからかっているが、夢中になれるものを見つけた姿を傍目に見て羨ましさも覚えている。体育館以外の学校風景があると大抵登場。
館 洋海（たち ひろみ）
希理子の義兄。元上南バスケ部主将で、成瀬に自身の得意技ハイループレイアップ（無敵のレイアップ）を伝授する。自由が丘にて美容院APRIL店長を務め、成瀬や希理子のよき相談相手。大海（おうみ）という幼い息子がいる。モデルは舘ひろし。
館 真希子（たち まきこ）※旧姓矢部
希理子の姉。世界に通用するメイクアップアーティストを志していたが、店のスタッフとして知り合った洋海と結婚して引退した。番外編のみ登場。
なかやのおばちゃん
上南バスケ部が代々贔屓にしている学校近くの食堂「なかや」の女将。弱小だった部を立て直そうと悪戦苦闘する1年次の桜井やガンたちを、優しくも力強く鼓舞し勇気を与えた。
小室 慎二（こむろ しんじ）
通称チョッキ。武蔵丸と同じ団地に暮らす同級生。家庭環境に恵まれず、ひねくれた性格で周囲から敬遠されており、唯一の友人と言うべき武蔵丸が再びバスケを志し距離が生まれたことで理解者を失い、非行がエスカレートしていく。SCRATCHを招待した武蔵丸の邪魔をし、成り行きで3on3対決をするも味方に愛想をつかされ独りになってしまう。それでも寄り添ってくれた武蔵丸の思いに打たれ、関係を修復した。バスケのセンスは比較的高く、翌年上南バスケ部に入部する。
澤村 博之（さわむら ひろゆき）
澤村の実父。40～41歳。不動産屋を営んでいたが倒産し後に蒸発。インターハイの舞台となった札幌で澤村と再会後、懺悔の思いから土地を離れようとするが、澤村との和解を遂げ冴子らと暮らしていく決心をする。幼少の澤村にバスケを教えた。
中嶋 冴子（なかじま さえこ）
博之と札幌郊外で生活するバツイチの女性。澤村の突然の訪問に一瞬動揺するが、博之がずっと息子のことを想い続けていた事実を伝えに追いかけてくる。
中嶋 拓也（なかじま たくや）
冴子の息子。博之に手を挙げた澤村を悪者と思い込み、生意気に接していたが、バスケの腕前を知り尊敬の眼差しを向け、本当の兄のように慕っている。
小泉 雅貴（こいずみ まさき）
6月30日生、O型。170cm。広島第三中学校2年生。
小泉の弟。小泉と共に幼い頃からミニバスケを始め、現在全国大会で遠征に出るほどの実力の持ち主。ウィンター杯で予選落ちした成瀬に幻滅している。サスケをバスケットプレーヤーとして尊敬しており、姉の前で成瀬と比較し仲を裂こうと企む。
藤田 宗司（ふじた そうし）
番外編のみ登場。41歳。親に捨てられた澤村を拾ったヤクザ。13歳の澤村に大人のルールを教え、生活の基盤を与える。組では出世頭で大勢の子分を率いつつ、一匹狼を好む硬派な性分。かつて相棒だったビートルズ好きの友人を澤村に重ねて見ていた。澤村の目の前で発砲に遭い被弾、直後に逮捕され現在服役中。モデルは藤竜也、岩城滉一、舘ひろし。
コージ
番外編のみ登場。藤田の舎弟。よき兄貴分として澤村の面倒を見る。
オーサー（大沢）
藤田のショバをうろつく荒くれ者。賭けバスケで恥をかかされた恨みから澤村を目の敵にして度々絡んでくる。藤田の居所を警察に通報し逮捕させた。
THE BARのマスター
藤田に請われて13歳の澤村を雇った。学校に通えずにいた澤村に教科書を提供したり、部活の日程に配慮したりと、澤村を尊重し融通を利かせてくれる。そのためか数々のバイト経験を持つ澤村が現在も勤続しており仲も良い。バツイチ。元妻と暮らす息子がいる。

## おまけ漫画
単行本の余剰頁には西山による書き下ろし企画が多数収録されているが、おまけ漫画の連載もあった。

### スーパーウルトラバスケットマンシュウ → ｰ Z(ゼット)
桜井がシュウに変身する設定を用いたギャグ漫画。本編を踏まえた正統なパロディで、各巻に初登場する新キャラは大抵登場する。KC1～29巻まで全巻とおして掲載された。9巻で『Z』を付記し改題。

### なるちょの大冒険
KC11～29巻に掲載。西山が当時ハマっていたドラクエを意識したファンタジーRPG。バスケットマンシュウZとは異なり本編との関連性は薄く、原作者による二次創作という色合いが強い。登場人物の過去世の物語であるような筋書が結末に示唆されている。
- 成瀬‐勇者なるちょ
- 桜井‐戦士サー・クライ
- 小林‐武闘家コー・バヤシー
- 希理子‐魔法使いキリコ
- 浩介‐天界の神 / 傭兵コースケウス
- 澤村‐天界の神 / 盗賊マーサー
- 三上‐騎士ケイゴチヌス・デ・ラ・クバーツ
- 真島‐妖精マコリーン
- サルーン‐オリジナルキャラクター。言葉を話す猿。以上を勇者パーティーとする。
- みずき‐天界の女神ミズキリア
- 館洋海‐聖剣ヒロミアサン
- 桑田‐聖楯クワトロヴァンダム
- 今川‐神父イマガーワ
- 小泉‐修道女トモミン

## ゲーム

### プレイステーション用ソフト
コナミよりプレイステーション用ゲームソフトとして1999年10月に発売。当初コナミ側は単行本のおまけ漫画『なるちょの大冒険』をゲーム化したいと打診したが「原作を差し置いてそれはできない」ということで、当時大流行していた恋愛シミュレーションゲームとして製作された。そのためバスケをプレイする設定はない。プレイヤーは成瀬、男子マネージャー、女子マネージャーのいずれかを選択し、原作に沿った物語上で様々なキャラクターとの交流を重ね、理想の相手との結末を目指す。「恋愛」ではない「友情」のシナリオも用意され、男同士でエンディングを迎えるパターンも存在する。講談社から公式攻略本も発売された。
成瀬、澤村、小林を演じる声優はマガジン本誌読者からのアンケートを参考に選ばれ、結果は誌上で発表された。桜井役の井上和彦、希理子役の鶴ひろみのみ西山の希望による配役。

#### ゲーム版オリジナルキャラクター
恋愛シミュレーションとしては本編の女性キャラクターが少なすぎるということで、3人のオリジナルキャラクターが製作された。
梨本 ひなこ
声ｰ白鳥由里
上南高校新聞部員。小柄な眼鏡姿の物静かな少女。上南バスケ部のスクープを狙って接触してくる。
白石 美帆
声ｰ根谷美智子
上南高校養護教諭。セクシーな大人の女性担当。
沙原 舞
声ｰ永島由子
他校の女子陸上部員。男に媚びない強気なキャラ。

#### サウンドトラック
『Harlem Beat MUSIC VOX』
キングレコードより1999年11月26日発売（品番:KMCA-33）。VOX-IVによる主題歌（作詞は西山）等を収録。

### 携帯電話用アプリ
コナミモバイル・オンラインが携帯電話用アプリとして2022年7月15日から講談社とコラボレーションしたiモードサイト「少年マガジン@コナミ」にて配信。ゴール前の攻防を再現したバスケットミニゲーム。

## ノベルス
シナリオライター並木敏による小説版がマガジンノベルスより2冊刊行された。いずれも漫画では描かれていない部分や過去の出来事をテーマにした原作ファン向けの内容。西山がカバー・ピンナップ・挿絵を書き下ろし。漫画版同様、おまけページをふんだんに盛り込んである。

### Five Private Talks
1997年2月刊。成瀬以外の主要キャラクター5人をそれぞれクローズアップした短編を5本収録。
振り向けばいつもスマイル
桜井メイン。
俺の値段は自分で決める
澤村メイン。本編より過去の物語。スリーメンとの対決が詳しく描かれた。
みずきと歩こう公園通り
みずきメイン。
風のように候
小林メイン。鵜の原戦前後を補完する内容で、特に桑田との対峙に焦点をあてている。
あたしが希理子さんだよっ！
希理子メイン。SKY KISS観戦や日頃の非行等、登場間もなく語られたエピソード。

### Two Tales of Cools
1998年9月刊。当時読者に高い人気を博した澤村、筑波の5人を取り上げた2編から成る。
The Way of Ultimate5
筑波入学直後の5人を描く。中でも圭悟と克彦のやり取りに主軸が置かれる。
A Hard Day's Night
現在の澤村が主役であるが番外編「マージービートを聴きながら」との関連が強く、コージやオーサーも登場する。

## 画集
『Harlem Beat 西山優里子イラストレーションズ AIR』の題で1999年7月に刊行。書き下ろし・未発表を含む160点以上のカラーイラストをテーマ毎に分け、西山の前作『ノーハドル』イラスト等も同時に掲載。巻末には連載前の設定資料や貴重なラフスケッチ、西山のロングインタビューを収録。